# Lijst van voetbalinterlands Noord-Ierland - Polen
Deze lijst van voetbalinterlands is een overzicht van alle officiële voetbalwedstrijden tussen de nationale teams van Noord-Ierland en Polen. De landen speelden tot op heden tien keer tegen elkaar. De eerste ontmoeting, een kwalificatiewedstrijd voor het Europees kampioenschap voetbal 1964, werd gespeeld in Chorzów op 10 oktober 1962. Het laatste duel, een groepswedstrijd tijdens het Europees kampioenschap voetbal 2016, vond plaats op 12 juni 2016 in Nice (Frankrijk).

## Wedstrijden
| №  | Plaats   | Datum            | Competitie           | Wedstrijd             | Uitslag |
| -- | -------- | ---------------- | -------------------- | --------------------- | ------- |
| 1  | Chorzów  | 10 oktober 1962  | EK 1964 kwalificatie | Polen – Noord-Ierland | 0 – 2   |
| 2  | Belfast  | 28 november 1962 | EK 1964 kwalificatie | Noord-Ierland – Polen | 2 – 0   |
| 3  | Belfast  | 23 maart 1988    | Vriendschappelijk    | Noord-Ierland – Polen | 1 – 1   |
| 4  | Belfast  | 5 februari 1991  | Vriendschappelijk    | Noord-Ierland – Polen | 3 – 1   |
| 5  | Limassol | 13 februari 2002 | Vriendschappelijk    | Noord-Ierland – Polen | 1 – 4   |
| 6  | Belfast  | 4 september 2004 | WK 2006 kwalificatie | Noord-Ierland – Polen | 0 – 3   |
| 7  | Warschau | 30 maart 2005    | WK 2006 kwalificatie | Polen – Noord-Ierland | 1 – 0   |
| 8  | Belfast  | 28 maart 2009    | WK 2010 kwalificatie | Noord-Ierland – Polen | 3 – 2   |
| 9  | Chorzów  | 5 september 2009 | WK 2010 kwalificatie | Polen – Noord-Ierland | 1 – 1   |
| 10 | Nice     | 12 juni 2016     | EK 2016              | Polen – Noord-Ierland | 1 – 0   |

## Samenvatting
| Competitie        | Totaal gespeeld | Winst Noord-Ierland | Gelijk | Winst Polen | Doelsaldo Noord-Ierland – Polen |
| ----------------- | --------------- | ------------------- | ------ | ----------- | ------------------------------- |
| WK-kwalificatie   | 4               | 1                   | 1      | 2           | 4 − 7                           |
| EK-eindronde      | 1               | 0                   | 0      | 1           | 0 − 1                           |
| EK-kwalificatie   | 2               | 2                   | 0      | 0           | 4 − 0                           |
| Vriendschappelijk | 3               | 1                   | 1      | 1           | 5 − 6                           |
| Totaal            | 10              | 4                   | 2      | 4           | 13 − 14                         |

## Details

### Achtste ontmoeting
| WK 2010 kwalificatie (Belfast, Noord-Ierland, 28 maart 2009): |       |                                         |
| Noord-Ierland                                                 | 3 – 2 | Polen                                   |
| Warren Feeney 10' Jonny Evans 47' Michał Żewłakow 61' (e.d.)  | goals | 27' Ireneusz Jeleń 90' Marek Saganowski |

### Negende ontmoeting
| WK 2010 kwalificatie (Chorzow, Polen, 5 september 2009): |       |                   |
| Polen                                                    | 1 – 1 | Noord-Ierland     |
| Aaron Hughes 80' (e.d.)                                  | goals | 38' Kyle Lafferty |

### Tiende ontmoeting
| EK 2016 (Nice, Frankrijk, 12 juni 2016): |              | |
| Polen | 1 – 0        | Noord-Ierland |
| Arkadiusz Milik 51' | goals        | |
| Adam Nawałka | bondscoach   | Michael O'Neill |
| Wojciech Szczęsny Łukasz Piszczek Kamil Glik Michał Pazdan Artur Jędrzejczyk Jakub Błaszczykowski 80' Grzegorz Krychowiak Krzysztof Mączyński 78' Bartosz Kapustka 88' Arkadiusz Milik Robert Lewandowski | opstellingen | Michael McGovern Gareth McAuley Conor McLaughlin Craig Cathcart Jonny Evans 76' Chris Baird 66' Shane Ferguson Oliver Norwood 46' Paddy McNair Steve Davis Kyle Lafferty |
| Tomasz Jodłowiec 78' Kamil Grosicki 80' Sławomir Peszko 88' | wissels      | 46' Stuart Dallas 66' Conor Washington 76' Jamie Ward |
| Bartosz Kapustka 65' Łukasz Piszczek 89' | gele kaarten | 69' Craig Cathcart |

IFA · A-internationals · Selecties · Bondscoaches · Noord-Iers vrouwenelftal · Brits olympisch elftal · N-Ierland U21 · N-Ierland U20 · N-Ierland U19 · N-Ierland U18 · N-Ierland U17 · N-Ierland U16
1882 – 1899 ·
1900 – 1919 ·
1920 – 1929 ·
1930 – 1939 ·
1940 – 1949 ·
1950 – 1959 ·
1960 – 1969 ·
1970 – 1979 ·
1980 – 1989 ·
1990 – 1999 ·
2000 – 2009 ·
2010 – 2019 ·
2020 – 2029
EK 2016
WK 1958 · 
WK 1982 · 
WK 1986
1921 · 
1922 · 
1923 · 
1924 · 
1925 · 
1926 · 
1927 · 
1928 · 
1929 · 
1930 · 
1931 · 
1932 · 
1933 · 
1934 · 
1935 · 
1936 · 
1937 · 
1938 · 
1939 · 
1940 · 1941 · 1942 · 1943 · 1944 · 1945 · 
1946 · 
1947 · 
1948 · 
1949 · 
1950 · 
1952 · 
1952 · 
1953 · 
1954 · 
1955 · 
1956 · 
1957 · 
1958 · 
1959 · 
1960 · 
1961 · 
1962 · 
1963 · 
1964 · 
1965 · 
1966 · 
1967 · 
1968 · 
1969 · 
1970 · 
1971 · 
1972 · 
1973 · 
1974 · 
1975 · 
1976 · 
1977 · 
1978 · 
1979 · 
1980 · 
1981 · 
1982 · 
1983 · 
1984 · 
1985 · 
1986 · 
1987 · 
1988 · 
1989 · 
1990 ·
1991 · 
1992 · 
1993 · 
1994 · 
1995 · 
1996 · 
1997 · 
1998 · 
1999 · 
2000 · 
2001 · 
2002 · 
2003 · 
2004 · 
2005 · 
2006 · 
2007 · 
2008 · 
2009 · 
2010 · 
2011 · 
2012 · 
2013 · 
2014 · 
2015 · 
2016 · 
2017 · 
2018 · 
2019 · 
2020 · 
2021 ·
2022 ·
2023 ·
2024
Albanië ·
Algerije ·
Andorra ·
Argentinië ·
Armenië ·
Australië ·
Azerbeidzjan ·
Barbados ·
België ·
Bosnië en Herzegovina ·
Brazilië ·
Bulgarije ·
Canada ·
Chili ·
Colombia ·
Costa Rica ·
Cyprus ·
Denemarken ·
Duitsland ·
Engeland ·
Estland ·
Faeröer ·
Finland ·
Frankrijk ·
Georgië · 
Griekenland ·
Honduras ·
Hongarije ·
Ierland ·
IJsland ·
Israël ·
Italië ·
Joegoslavië ·
Kazachstan ·
Kosovo ·
Kroatië ·
Letland ·
Liechtenstein ·
Litouwen ·
Luxemburg · 
Malta ·
Marokko ·
Mexico ·
Moldavië ·
Montenegro ·
Nederland ·
Nieuw-Zeeland ·
Noorwegen ·
Oekraïne ·
Oostenrijk ·
Panama ·
Polen ·
Portugal ·
Qatar ·
Roemenië ·
Rusland ·
Saint Kitts en Nevis ·
San Marino ·
Schotland ·
Servië ·
Servië en Montenegro ·
Slovenië ·
Slowakije ·
Sovjet-Unie ·
Spanje ·
Thailand ·
Trinidad en Tobago ·
Tsjechië ·
Tsjecho-Slowakije ·
Turkije ·
Uruguay ·
Verenigde Staten ·
Wales ·
Wit-Rusland · 
Zuid-Korea ·
Zweden ·
Zwitserland
Frankrijk (1982) · Oekraïne (2016) · Oostenrijk (1982) · Polen (2016)
Poolse voetbalbond · A-internationals · Selecties · Statistieken · Pools vrouwenelftal · Olympisch elftal · Polen U21 · Polen U20 · Polen U19 · Polen U18 · Polen U17 · Polen U16
1921 – 1929 ·
1930 – 1939 ·
1940 – 1949 ·
1950 – 1959 ·
1960 – 1969 ·
1970 – 1979 ·
1980 – 1989 ·
1990 – 1999 ·
2000 – 2009 ·
2010 – 2019 ·
2020 – 2029
EK 2008 · 
EK 2012 · 
EK 2016 · 
EK 2020
WK 1938 ·
WK 1974 ·
WK 1978 ·
WK 1982 ·
WK 1986 ·
WK 2002 ·
WK 2006 ·
WK 2018
OS 1924 ·
OS 1936 ·
OS 1972 ·
OS 1976 ·
OS 1992
1921 · 
1922 · 
1923 · 
1924 · 
1925 · 
1926 · 
1927 · 
1928 · 
1929 · 
1930 · 
1931 · 
1932 · 
1933 · 
1934 · 
1935 · 
1936 · 
1937 · 
1938 · 
1939 · 
1940–1946 · 
1947 · 
1948 · 
1949 · 
1950 · 
1951 · 
1952 · 
1953 · 
1954 · 
1955 · 
1956 · 
1957 · 
1958 · 
1959 · 
1960 · 
1961 · 
1962 · 
1963 · 
1964 · 
1965 · 
1966 · 
1967 · 
1968 · 
1969 · 
1970 · 
1971 · 
1972 · 
1973 · 
1974 · 
1975 · 
1976 · 
1977 · 
1978 · 
1979 · 
1980 · 
1981 · 
1982 · 
1983 · 
1984 · 
1985 · 
1986 · 
1987 · 
1988 · 
1989 · 
1990 · 
1991 · 
1992 · 
1993 · 
1994 · 
1995 · 
1996 · 
1997 · 
1998 · 
1999 · 
2000 · 
2001 · 
2002 · 
2003 · 
2004 · 
2005 · 
2006 · 
2007 · 
2008 · 
2009 · 
2010 · 
2011 · 
2012 · 
2013 · 
2014 ·
2015 ·
2016 ·
2017 ·
2018 ·
2019 ·
2020 ·
2021
Albanië ·
Algerije ·
Andorra ·
Argentinië ·
Armenië ·
Australië ·
Azerbeidzjan ·
België ·
Bolivia ·
Bosnië en Herzegovina ·
Brazilië ·
Bulgarije ·
Canada ·
Chili ·
China ·
Colombia ·
Costa Rica ·
Cyprus ·
DDR ·
Denemarken ·
Duitsland ·
Ecuador ·
Egypte ·
Engeland ·
Estland ·
Faeröer · 
Finland ·
Frankrijk ·
Georgië ·
Gibraltar ·
Griekenland ·
Guatemala ·
Haïti ·
Hongarije ·
Ierland ·
India ·
Irak ·
Iran ·
Israël ·
Italië ·
Ivoorkust ·
IJsland ·
Japan ·
Joegoslavië ·
Kameroen ·
Kazachstan ·
Koeweit ·
Kroatië ·
Letland ·
Libië ·
Liechtenstein ·
Litouwen ·
Luxemburg ·
Marokko ·
Malta ·
Mexico ·
Moldavië ·
Montenegro ·
Nederland ·
Nieuw-Zeeland ·
Nigeria ·
Noord-Ierland ·
Noord-Korea ·
Noord-Macedonië ·
Noorwegen ·
Oekraïne ·
Oostenrijk ·
Peru ·
Portugal ·
Roemenië ·
Rusland ·
San Marino ·
Saoedi-Arabië · 
Schotland ·
Senegal ·
Servië ·
Servië en Montenegro · 
Singapore ·
Slovenië ·
Slowakije ·
Sovjet-Unie ·
Spanje ·
Thailand · 
Tsjechië ·
Tsjecho-Slowakije ·
Tunesië ·
Turkije ·
Uruguay ·
Verenigde Arabische Emiraten ·
Verenigde Staten ·
Wales ·
Wit-Rusland ·
Zuid-Afrika ·
Zuid-Korea ·
Zweden ·
Zwitserland
België (1982) ·
Colombia (2018) ·
Costa Rica (2006) ·
Duitsland (2006) ·
Duitsland (2008) ·
Duitsland (2016) ·
Ecuador (2006) ·
Frankrijk (1982) ·
Frankrijk (2022) ·
Griekenland (2012) ·
Italië (1982, 1) ·
Italië (1982, 2) ·
Japan (2018) ·
Kameroen (1982) ·
Kroatië (2008) ·
Noord-Ierland (2016) ·
Oostenrijk (2008) ·
Peru (1982) ·
Rusland (2012) ·
Senegal (2018) ·
Slowakije (2021) ·
Sovjet-Unie (1982) ·
Spanje (2021) ·
Tsjechië (2012) ·
Zweden (2021)